# Футбольний фристайл
Футбольний фристайл (англ. football freestyle) — мистецтво жонглювання м'ячем, виконання різних трюків під час цього, використовуючи різні частини тіла.

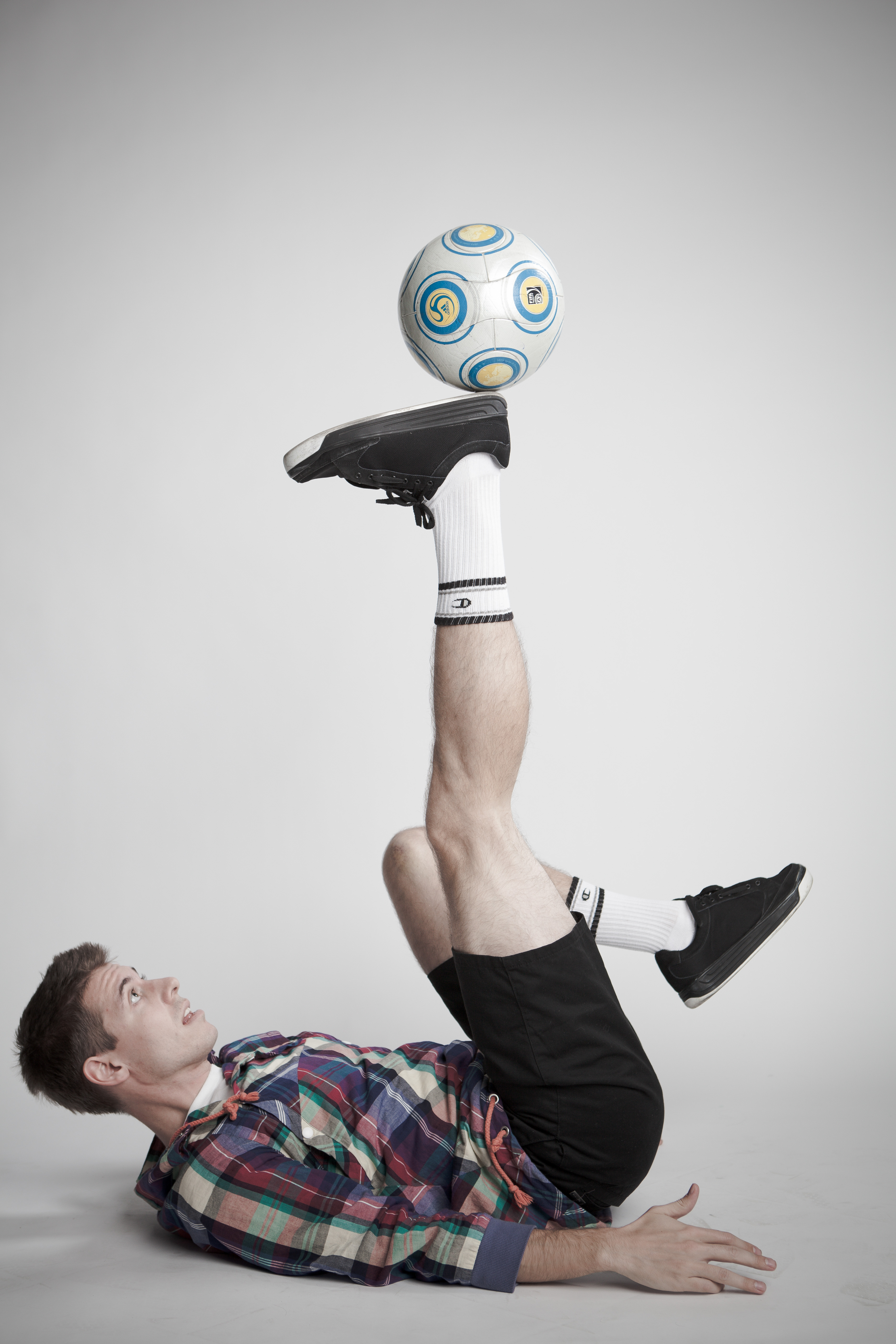
Футбольний фристайл

## Історія
Футбольний фристайл зародився ще в давнину, з появою м'яча чи чогось на подобі нього. Тоді люди, в перервах між його копанням, зрозуміли, що його можна набивати. З розвитком технологій, м'ячі стали доступними і вже кожен охочий отримав змогу тренуватися. Тоді футбольний фристайл розвивався в цирку. Після Другої світової війни почав жонглювати Френсіс Бранн. Саме він першим виконав трюк Навколо світу (Around the World).
Згодом багато футболістів під час розминок робили трюки, і футбольний фристайл набув популярності. Видатні футболісті використовували різні обманні маневри під час гри. Саме тоді футбольний фристайл потрапив в широкі маси, хоча формально терміну «футбольний фристайл» не існувало. В 1989 році Hee Young Woo (відомий як Mr. Woo) потрапив до «Книги рекордів Гінесса» протримавши м'яч на голові 5 годин, 6 хвилин і 30 секунд. Він, як і багато інших, отримав натхнення від Марадони.
Але основним поштовхом до розвитку футбольного фристайлу стало відео Суфіана Тоузані (Soufiane Touzani) 2003 року, яке поширилось по всьому світу . В ньому Суфіан демонструє трюки з різних дисциплін. У своєму відео він вперше використовував комбо, тобто повторювання трюків один за одним. Люди, побачивши рухи на відео, почали їх відтворювати. З часом трюки класифікували за дисциплінами, придумали їм назви. Активно придумувалися нові трюки, все складніші та складніші. Автори нових трюків знімали їх на відео, завантажували в інтернет. Автори називали трюки своїми іменами, здобуваючи популярність в цілому світі.
Футбольним фристайлом стали цікавитися відомі бренди. Першим був Nike, який використовував в своїх рекламних роликах футбольний фристайл, у виконанні відомих футболістів. Це дало ще сильніший поштовх для розвитку. Почали проводитись чемпіонати по футбольному фристайлу, переможці яких отримували можливість зустітися з своїми футбольними кумирами.
Серед таких фристайлерів був Вільям Вінгрув (Billy Wingrove), який зустрівся з Кріштіану Роналду, Златаном Ібрагімовичом та Роналдіньо. Його відео із зірками світового футболу облетіло весь світ так само, як і відео Суфіана Тоузані 2003 року.
Футбольний фристайл тепер є дуже популярним та активно розвивається.

## Дисципліни
У футбольному фристайлі розрізняють декілька основних дисциплін :
- Ground moves — це трюки, які виконуються на землі і використовуються для обману суперника
- Flick up — це трюки, за допомогою яких, фристайлери піднімають м'яч з землі
- Low Air moves — це трюки, які виконуються в повітрі і є основою фристайлу
- High Air moves — це трюки, які виконуються головою, плечима, грудьми
- Sitting — це трюки, які виконуються повністю сидячи

## Трюки

### Low Air moves
В Low Air moves базовими трюками є:
- Footstall — тримання м'яча на нозі та балансування. Може виконуватися з набивання, з землі, з повітря.
- Around The World (ATW) — потрібно підбити м'яч однією ногою, обвести ногу навколо м'яча та продовжити набивати.

- - Insinde ATW — обводити ногу в середину
  - Outside ATW — обводити ногу на зовні

- Crossover — потрібно підбити м'яч, в стрибку обвести його ногою, підбити іншою та продовжити набивати

- - Reserve Crossover — обводити ногу на зовні

- - Crossover 360 — після приземлення, потрібно обернутися на 360 ° до моменту падіння м'яча, продовжити
  - Alternate Crossover (X-over) — підбити м'яч правою ногою, ліву провести під м'ячем в повітрі, так щоб ноги схрестилися, підбити правою в стрибку, провести ліву ногу назад в початкове положення, продовжити набивати (для лівої ноги навпаки все)

- Hop The World — потрібно підбити м'яч однією ногою, в стрибку іншою обвести навколо м'яча та продовжити набивати.

- - Reserve HTW — обводити ногу на зовні
  - Hop the World — може виконуватися без стрибка, для цього потрібно після підбиття м'яча, швидко опустити ногу на землю, а іншою швидко обвести навколо м'яча (складніший метод)

- Toe Bounce — під час набивання потрібно дати м'ячу впасти на опорну ногу, підбити його пальцями опорної ноги, не відриваючи її від землі, а коли м'яч відскочить, обвести навколо нього ногу та продовжити набивати.

### High Air moves

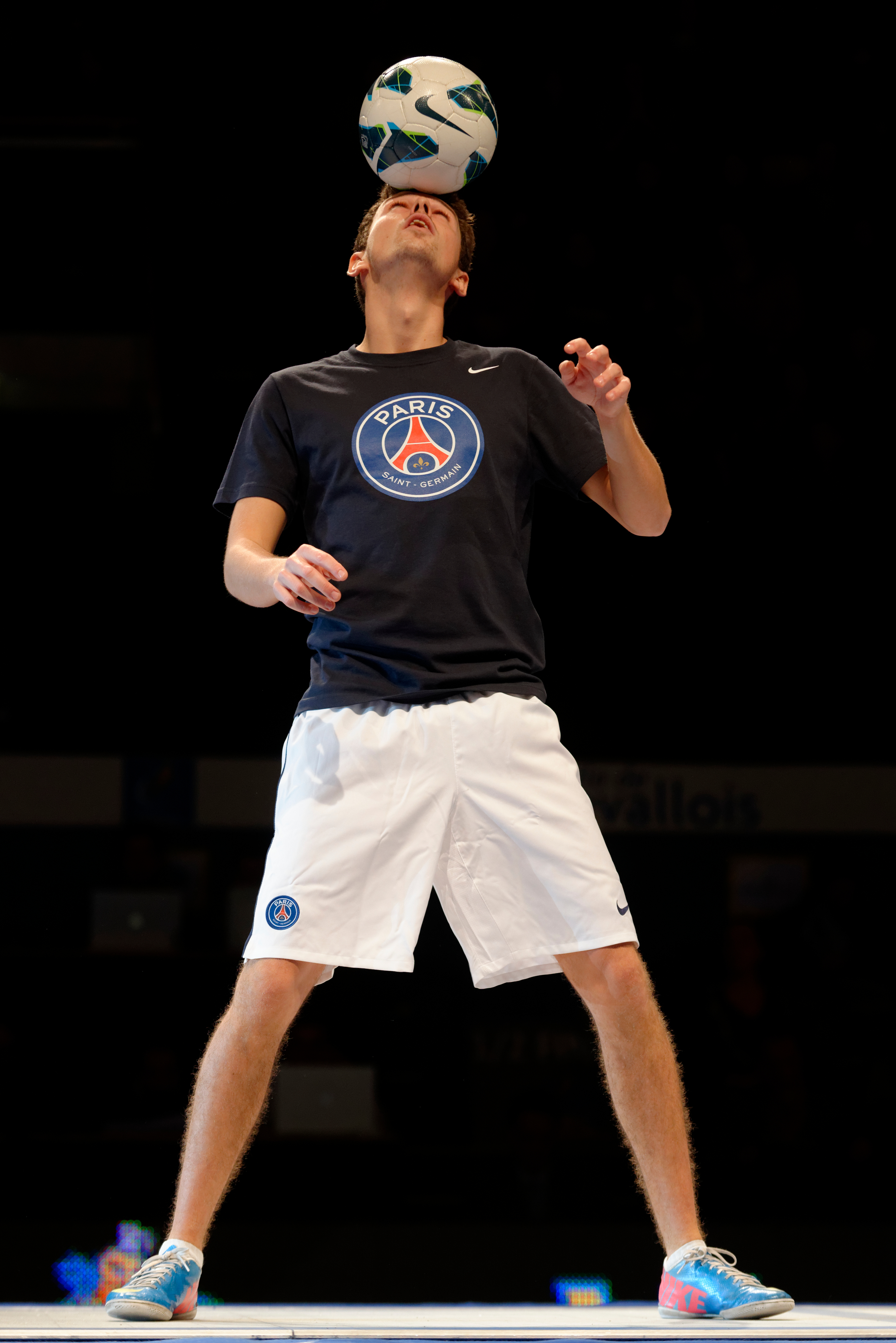
Headstall

В High Air moves базовими трюками є:
- Neckstall — потрібно нагнувшись вперед, зловити м'яч на шию. Він повинен впасти на область між шиєю та лопатками. Виконується з набивання або з триманя на нозі.
- Headstall — утримування м'яча на голові. Спочатку виконується, кладучи м'яч з рук і балансуючи його, згодом з набивання.
- Cheststall — утримування м'яча на грудях. Виконується з набивання, інших High Air moves. Потрібно підбити м'яч на себе та прогнувшись, зловити його на груди. Головне підбити м'яч на себе і добре прогнутись.
- Shoulderstall — утримування м'яча на плечі. Потрібно підняти руку і закинути м'яч в місце, яке утворилось між рукою та обличчям.
- Around The Moon (ATM) — це ATW тільки виконується в повітрі і замість ноги — голова. З положення утримання на шиї (Neckstall) потрібно підкинути м'яч в повітря та обвівши навколо нього головою, зловити знов на шию.

### Ground moves
- Drag (sleeper) — переміщення м'яча по поверхні, не відриваючи від нього ноги. Активно використовується в комбо.
- Elastico — улюблений трюк Рональдіньо. Спочатку ногою і тілом показуєм, що йдем в одному напрямку, а потім різко йдем в інший. (Reserve Elastico — спочатку м'яч кидати в середину, потім на зовні)
- Scissors — улюблений трюк Кріштіану Роналду. Потрібно обвести почерзі обидві ноги навколо м'яча, показуючи при цьому тілом, що ти хочеш йти в певну сторону.
- AKKA — це Elastico, який виконується в повітрі. Потрібно підбити м'яч в одну сторону і зразу відбити його в іншу.
- Hocus Pokus — це Reserve Elastico, яке виконується позаду опорної ноги.